# دالوم
دالوم (به آلمانی: Dahlum) یک شهر در آلمان است که در وولفنبوتل واقع شده‌است. دالوم ۷۵۱ نفر جمعیت دارد.